# Escravidão na Líbia

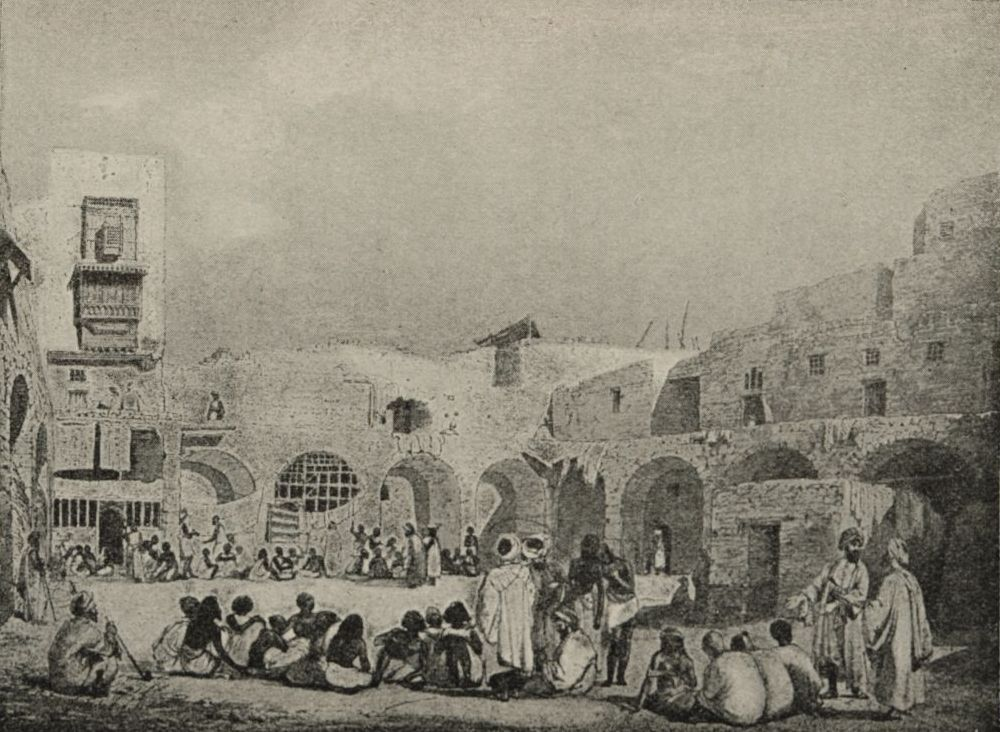
Mercado de escravos árabe (c. 1830)

A escravidão na Líbia tem uma longa história e um impacto duradouro na cultura líbia. Está intimamente conectada com o contexto mais amplo da escravidão nos comércios de escravos árabes e do norte da África.

## História

### Escravização de europeus
Estima-se que entre 1 milhão e 1,25 milhão de europeus foram capturados por piratas e vendidos como escravos entre os séculos XVI e XIX. Existem relatos desse período de invasões e sequestros na Barbária de pessoas da Itália, França, Península Ibérica, Inglaterra, Irlanda, Escócia e do extremo norte da Islândia. Relatos famosos de invasões de escravos na Barbária incluem uma menção no Diário de Samuel Pepys e uma invasão na vila costeira de Baltimore, Irlanda, durante a qual os piratas partiram junto com toda a população do assentamento. Esses ataques no Mediterrâneo foram tão frequentes e devastadores que o litoral entre Veneza e Málaga sofreu um despovoamento generalizado, e o assentamento ali foi desencorajado. Foi dito que isso ocorreu principalmente porque "não havia mais ninguém para capturar".

### Escravização de negros africanos
Os tuaregues e outros indígenas da Líbia facilitaram, tributaram e organizaram parcialmente o comércio do sul ao longo das rotas comerciais transsaariana. Na década de 1830 — um período em que o comércio de escravos floresceu — Gadamés lidava com 2 500 escravos por ano. Embora o tráfico de escravos tenha sido oficialmente abolido em Trípoli em 1853, na prática ele continuou até a década de 1890.
O cônsul britânico em Bengasi escreveu em 1875 que o comércio de escravos havia atingido uma escala enorme e que os escravos que eram vendidos em Alexandria e Constantinopla quadruplicaram o preço. Esse comércio, escreveu ele, foi incentivado pelo governo local.
Adolf Vischer escreve em um artigo publicado em 1911 que: “...foi dito que o tráfico de escravos ainda está acontecendo na rota Bengasi-Uadai, mas é difícil testar a veracidade de tal afirmação, pois, em qualquer caso, o tráfico é feito secretamente”. Em Kufra, o viajante egípcio Ahmed Hassanein Bey descobriu em 1916 que poderia comprar uma escrava por cinco libras esterlinas, enquanto em 1923 descobriu que o preço havia subido para 30 a 40 libras esterlinas.
Outro viajante, o dinamarquês convertido ao islamismo, Knud Holmboe, cruzou o deserto da Líbia Italiana em 1930 e foi informado de que a escravidão ainda era praticada em Kufra e que ele poderia comprar uma escrava por 30 libras esterlinas no mercado de escravos "de quinta-feira". De acordo com o testemunho do explorador James Richardson, quando ele visitou Gadamés, a maioria dos escravos eram de Bornu.

### Escravidão na era pós-Gaddafi
Desde a queda do regime do líder líbio Muammar Gaddafi, apoiada pelas Nações Unidas e liderada pela OTAN em 2011, a Líbia tem sido atormentada por desordem e migrantes com pouco dinheiro e nenhum documento, que se tornam vulneráveis. A Europa estava ocupada tentando limitar o fluxo de migrantes que partiam da Líbia. A Líbia é um importante ponto de saída para migrantes africanos que vão para a Europa. A Europa não conseguiu supervisionar o empreendimento de reconstrução do país ou ajudar a preencher o vácuo de poder. Esse vácuo levou ao desenvolvimento de milícias armadas e gangues que estabeleceram os portos líbios como o principal ponto de passagem para a migração ilegal para a Europa. Os contrabandistas desenvolveram um comércio de escravos, vendendo migrantes e refugiados africanos, que uma investigação da CNN expôs em 2017. Isso causou indignação global e reações da comunidade internacional. Na verdade, 132 000 dos migrantes da África Subsaariana que chegaram à Europa passaram pela Líbia em 2017. Em 2019, havia pelo menos 800 000 migrantes na Líbia que esperavam cruzar para a Europa. A Organização Internacional para as Migrações (OIM) publicou um relatório em abril de 2017 mostrando que muitos dos migrantes da África Subsaariana que se dirigem para a Europa são vendidos como escravos após serem detidos por contrabandistas ou grupos de milícias.
Os países africanos ao sul da Líbia foram alvos do comércio de escravos e transferidos para os mercados de escravos da Líbia. Segundo as vítimas, o preço é mais alto para migrantes com habilidades como pintura e azulejos. O captor frequentemente pede um resgate para a família do escravo detido e, até que o resgate possa ser pago, eles são torturados, forçados a trabalhar sem pagamento e às vezes executados ou deixados para morrer, com rações escassas e em condições nada higiênicas, morrendo de fome e doenças, se o resgate demorar a ser pago. As mulheres são frequentemente estupradas e usadas como escravas sexuais e vendidas a bordéis e a clientes líbios privados. Muitas crianças migrantes também sofrem abusos e são estupradas na Líbia.
Depois de receber um vídeo da CNN não verificado de um leilão de escravos em novembro de 2017 na Líbia, um traficante de humanos disse à Al-Jazira (uma estação de TV do Catar com interesses na Líbia) que centenas de migrantes são comprados e vendidos em todo o país todas as semanas. Os migrantes que passaram por centros de detenção líbios mostraram sinais de muitos abusos dos direitos humanos, como abusos graves incluindo choques elétricos, queimaduras, chicotadas e até esfolamento, afirmou ao Euronews o diretor dos serviços de saúde na ilha italiana de Lampedusa.
O grupo líbio conhecido como Asma Boys tem antagonizado migrantes de outras partes da África desde pelo menos 2000, destruindo suas propriedades. Migrantes nigerianos em janeiro de 2018 deram relatos de abusos em centros de detenção, incluindo sendo alugados ou vendidos como escravos. Vídeos de migrantes sudaneses sendo queimados e chicoteados por uma quantia em resgate foram divulgados posteriormente por suas famílias nas redes sociais. Em junho de 2018, as Nações Unidas aplicaram sanções contra quatro líbios (incluindo um comandante da Guarda Costeira) e dois eritreus por sua liderança criminosa em redes de comércio de escravos.

#### Reações
Os governos de Burkina Faso e da República Democrática do Congo responderam aos relatórios retirando seus embaixadores da Líbia. A reportagem da CNN incitou indignação. Centenas de manifestantes, a maioria jovens negros, protestaram em frente à embaixada da Líbia no centro de Paris, com a polícia francesa disparando gás lacrimogêneo para dispersá-los. Moussa Faki Mahamat, presidente da Comissão da União Africana, classificou os leilões de escravos como "desprezíveis". Protestos também ocorreram fora das embaixadas da Líbia em Bamako, Conacri e Iaundé. O Secretário-geral das Nações Unidas, António Guterres, afirmou que ficou horrorizado com as imagens do leilão e que esses crimes deveriam ser investigados como possíveis crimes contra a humanidade. Centenas protestaram em frente à Embaixada da Líbia em Londres em 9 de dezembro.
O presidente do Níger, Mahamadou Issoufou, convocou o embaixador líbio e exigiu que a Corte Internacional de Justiça investigasse a Líbia por tráfico de escravos. O ministro das Relações Exteriores de Burkina Faso, Alpha Barry, também afirmou que convocou o embaixador da Líbia para consultas. No dia 22 de novembro de 2017, a França solicitou uma reunião de emergência do Conselho de Segurança da ONU, enquanto o presidente Emmanuel Macron chamou a filmagem de "escandalosa" e "inaceitável". Ele chamou os leilões de crime contra a humanidade. O presidente da Nigéria, Muhammadu Buhari, afirmou que os nigerianos estão sendo tratados como "cabras" e afirmou que os migrantes nigerianos presos na Líbia serão trazidos de volta.
A União Africana, a União Europeia e as Nações Unidas concordaram em 30 de novembro de 2017 em criar uma força-tarefa na Líbia contra o abuso de migrantes. O objetivo da força-tarefa é coordenar seu trabalho com o Governo do Acordo Nacional para desmantelar o tráfico de escravos e as redes criminosas. Também visa ajudar os países de origem e centros de trânsito a enfrentar a migração com desenvolvimento e estabilidade. O acordo disponibilizou barcos, treino e mais de 300 milhões de euros para conter o fluxo de migrantes que passam pela rota do Mediterrâneo. Líderes africanos e europeus concordaram no mesmo dia em evacuar os migrantes presos nos campos. Consequentemente, durante os primeiros três meses de 2019, houve uma redução de 17 por cento de migrantes que cruzavam a Europa para a Líbia do que em 2018. Este acordo foi extremamente polêmico levando em consideração que os migrantes interceptados durante a travessia do mar Mediterrâneo eram enviados de volta para a Líbia e frequentemente colocados de volta em centros de detenção superlotados. Isso levantou preocupações alarmantes sobre seu tratamento e direitos. Muitos migrantes e refugiados relataram terem sido abusados sexualmente, espancados e maltratados em centros de detenção. Outros migrantes relataram terem sido levados e forçados a trabalhar para milícias armadas. A adoção de medidas mais rígidas por parte da guarda costeira da Líbia, em cooperação com a UE, significa que menos migrantes estão deixando a Líbia por mar.
O ex-ministro da aviação nigeriano Femi Fani-Kayode publicou imagens no Twitter afirmando que escravos estavam tendo seus órgãos retirados e alguns tinham seus corpos queimados. Ele também citou um relatório afirmando que 75% dos escravos são do sul da Nigéria. Não estava claro, no entanto, se suas imagens eram autênticas.
Em 2017, a organização progressista de vigilância da mídia Fairness & Accuracy in Reporting (FAIR) acusou a grande mídia dos Estados Unidos e da Grã-Bretanha de encobrir o papel que a OTAN e os Estados Unidos desempenharam no ressurgimento dos mercados de escravos abertos na Líbia, após a expulsão de Muammar Gaddafi liderada pela OTAN em 2011.
Em janeiro de 2018, um relatório apresentado ao Conselho de Segurança da ONU denunciava um aumento no tráfico de pessoas. O relatório cita vários casos de migrantes presos por agentes líbios antes de serem entregues a traficantes de seres humanos por um pagamento.
Com tudo isso, desde a derrubada de Gaddafi, a Líbia foi dividida em dois governos rivais: o Governo do Acordo Nacional (GAN), apoiado pela ONU, e o Exército Nacional Líbio (ENL), liderado pelo General Khalifa Haftar. Consequentemente, é extremamente difícil para a ONU e suas agências abordarem de forma eficaz a crise migratória e o comércio de escravos na Líbia, considerando que elas não são reconhecidas pelo ENL. Sendo assim, não há um governo unido governando o país. A nível regional, a União Africana não está a abordar a questão da migração e dos refugiados na Líbia e as instalações de detenção para migrantes estão lotadas. No nível estadual, a situação de ilegalidade devido ao país estar dividido entre o ENL, a GAN e as milícias armadas, está permitindo que o tráfico de escravos e abusos humanos ocorram. Também evita ajuda externa.

#### Acusações de relatórios exagerados do ACNUR
Em novembro de 2017, o Alto Comissariado das Nações Unidas para os Refugiados na Líbia (ACNURL) afirmou que as notícias da mídia sobre a escravidão na Líbia eram exageradas e que, embora a escravidão existisse na Líbia, ela era rara. Os leilões de escravos, disse o comissariado, são "raramento vistos" e "são muito discretos e clandestinos". O comissariado também pediu ao governo líbio que acabe com a prática ilegal da escravidão.